# 3 (Gino Paoli e Danilo Rea)
3 è un album del cantante italiano Gino Paoli e del pianista jazz Danilo Rea, il terzo disco progettato e registrato insieme, pubblicato nel 2017.

## L'album
L'album è stato pubblicato in digitale il 15 settembre 2017, ed il giorno successivo in Compact disc.
Gli artisti italiani omaggiano in quest'album il rapporto tra la musica francese e la musica italiana.
L'album, uscito su etichetta Parco della Musica Records, contiene 14 tracce, tra cui le cover dei brani "Ne Me Quitte Pas", "Un Belle Historie" e "La Mer".
3 è un album di Gino Paoli e Danilo Rea per la Parco della Musica Records, disco dedicato alla canzone francese che è stato presentato dal vivo in prima assoluta in Sala Santa Cecilia.
Sempre alla ricerca di nuovi stimoli e sperimentazioni musicali, Paoli e Rea aprono così un nuovo capitolo della loro avventura: dopo “Due come noi che…” (2012) e “Napoli con amore” (2013), “3” è il terzo album del fortunato duo che si era incontrato nel 2011 per dare vita a “Un incontro in jazz” (2011). In questo album, dopo il “songbook” americano e il canzoniere napoletano, i due musicisti decidono di affrontare il repertorio della chanson française, brani di autori immortali della musica di tutti i tempi come Charles Trenét, Jacques Breil, Gilbért Becaud, Serge Gainsbourg e Léo Ferré.

## Tracce
1. La complainte de la butte
2. La Mer
3. Quand tu dors pres de moi
4. Ne me quitte pas
5. Les feuilles mortes
6. Le Déserteur
7. Marie, Marie
8. Avec le temps
9. Que reste-t-il de nos Amours
10. Ballade à Sylvie
11. La chansons de Prévert
12. Une belle histoire
13. Non andare via
14. Col tempo

## Formazione
- Gino Paoli - voce
- Danilo Rea - accompagnamento pianistico jazz

## Classifiche
95° nella classifica Bestseller di IBS CD - Musica italiana - Canzone italiana